# Franca Bettoia

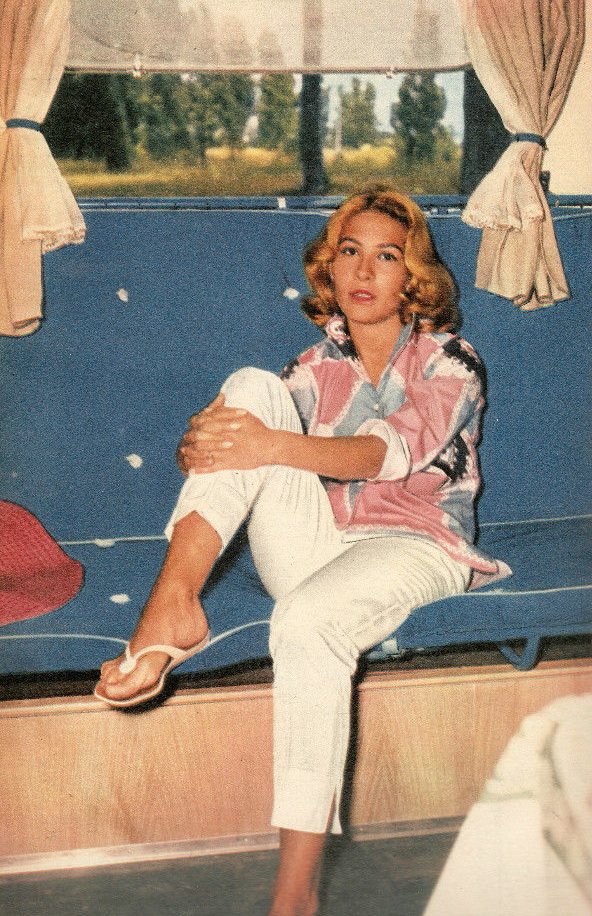

Franca Bettoia   (Roma, 14 de maig de 1936 - Roma, 13 de setembre de 2024) va ser una actriu italiana.

## Biografia
Nascuda a Roma, va fer la seva primera aparició al cinema a Un palco all'opera (1955, de Siro Marcellini). A l'any següent aparegué a Los amantes del desierto, una epopeia protagonitzada per Ricardo Montalbán, Carmen Sevilla i Gino Cervi. Aparegué junt amb Pietro Germi a L'uomo di paglia (1958).
En 1964 va protagonitzar al costat de Vincent Price la pel·lícula de terror i ciència-ficció The Last Man on Earth (1964, d'Ubaldo Ragone i Sidney Salkow), la primera adaptació en pantalla de la novel·la Sóc llegenda, de Richard Matheson. Després va interpretar a una princesa en les pel·lícules d'aventures Sandokan Fights Back (1964) i Return of Sandokan (1964). En 1967 va aparèixer com l'amant d'Ugo Tognazzi en la comèdia Il fischio al naso.
Bettoia es va casar amb Ugo Tognazzi el 1972, quan ja tenien dos fills, que esdevindrien la directora de cinema Maria Sole Tognazzi i l'actor Gianmarco Tognazzi, que interpretava el paper principal en l'última pel·lícula de Franca Bettoia, Teste rasate (1993).

## Filmografia
- Un palco all'opera, dirigida per Siro Marcellini (1955)
- Gli amanti del deserto, dirigida per Gianni Vernuccio (1956)
- La trovatella di Pompei, dirigida per Giacomo Gentilomo (1957)
- L'uomo di paglia, dirigida per Pietro Germi (1957)
- Tant d'amour perdu, dirigida per Léo Joannon (1958)
- Apocalisse sul fiume giallo, dirigida per Renzo Merusi (1959)
- Le notti dei teddy boys, dirigida per Leopoldo Savona (1959)
- Cavalcata selvaggia, dirigida per Piero Pierotti (1960)
- La Main chaude, dirigida per Gérard Oury (1960)
- Giorno per giorno, disperatamente, dirigida per Alfredo Giannetti (1961)
- Orazi e Curiazi, dirigida per Ferdinando Baldi i Terence Young (1961)
- Ultimatum alla vita, dirigida per Renato Polselli (1961)
- I normanni, dirigida per Giuseppe Vari (1962)
- Sesto senso, dirigida per Stefano Ubezio (1962)
- Il giorno più corto, dirigida per Sergio Corbucci (1963)
- L'ultimo uomo della Terra, dirigida per Ubaldo Ragona (1963)
- Il Leone di San Marco, dirigida per Luigi Capuano (1964)
- Sandokan contro il leopardo di Sarawak, dirigida per Luigi Capuano (1964)
- Sandokan alla riscossa, dirigida per Luigi Capuano (1964)
- Il fischio al naso, dirigida per Ugo Tognazzi (1967)
- Riusciranno i nostri eroi a ritrovare l'amico misteriosamente scomparso in Africa?, dirigida per Ettore Scola (1968)
- Non toccare la donna bianca, dirigida per Marco Ferreri (1974)
- Teste rasate, dirigida per Claudio Fragasso (1992)